# Camp Municipal Narcís Sala
Camp Municipal Narcís Sala (do 1980 Camp Municipal del Carrer Santa Coloma) – stadion piłkarski w Sant Andreu dzielnicy Barcelony, w Hiszpanii. Został otwarty 19 marca 1970 roku. Może pomieścić 6.563 widzów. Swoje spotkania rozgrywają na nim piłkarze klubu UE Sant Andreu, którzy przed otwarciem "Camp Municipal Narcís Sala" występowali na Camp del carrer Santa Coloma (1914-1969). Na inaugurację rozegrano spotkanie pomiędzy drużynami UE Sant Andreu i FC Barcelona (0:1). 